# Famille des Cotoïdes
La famille des Cotoïdes est un groupe de cépages de vigne à vin. Ces cépages réunis par leurs caractères communs laissent à penser qu'ils pourraient avoir une origine génétique commune.

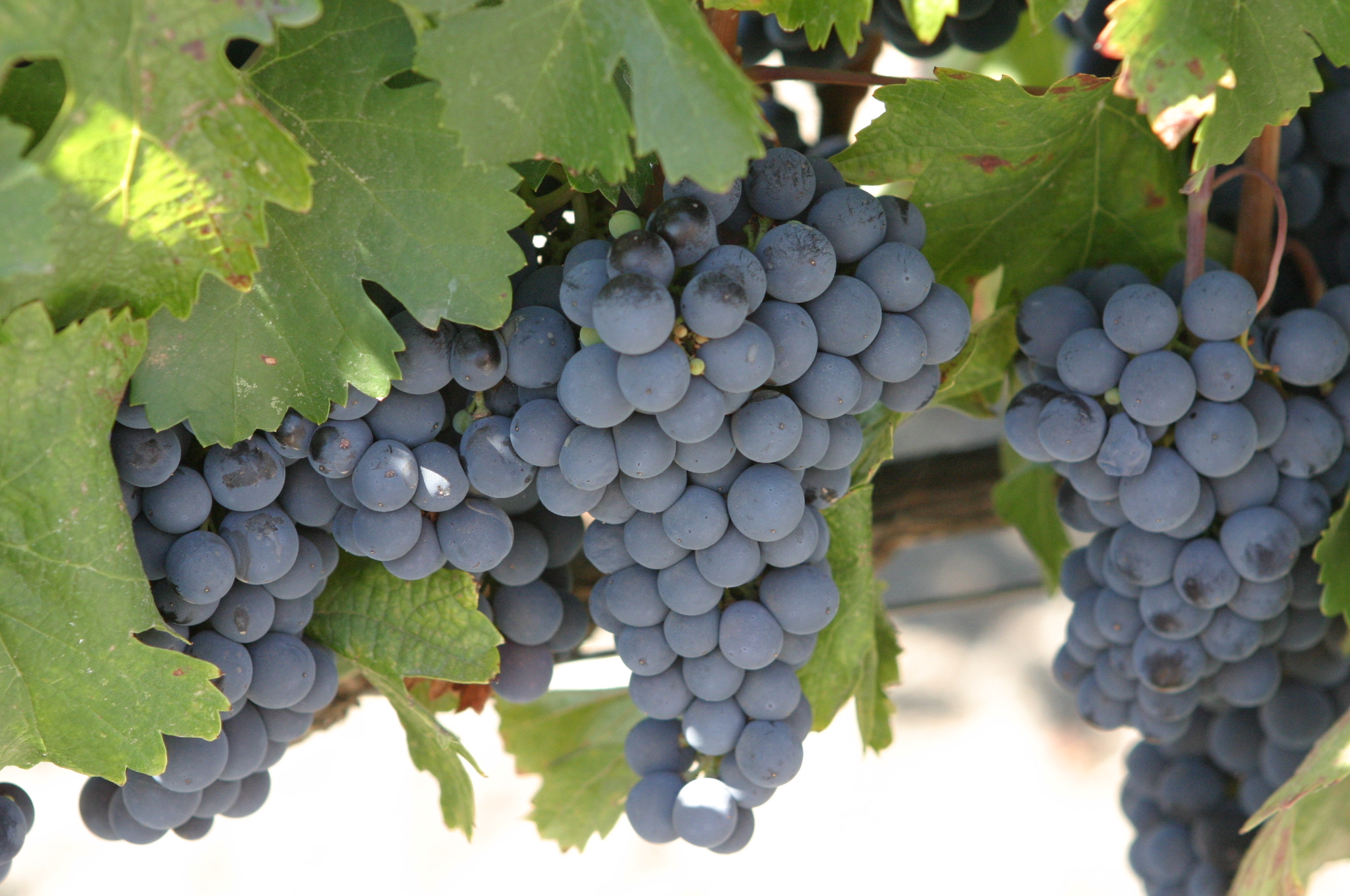
Grappe de côt N

## Origine historique
D'après Guy Lavignac, ampélographe spécialiste du vignoble du sud-ouest, ils seraient originaire pour certains d'entre eux du Quercy. En effet, c'est là que se situe le berceau du Côt N et en 1850, M. Valdiguié y a trouvé le valdiguié N qui porte son nom à Puylaroque. 
En 2009, une équipe de génétique de l'Université de Californie à Davis et de l'INRA de Montpellier a trouvé l'origine génétique du côt N. Il s'agit d'un métissage intraspécifique entre le prunelard N et la magdeleine noire des Charentes N. Depuis, le patriarche de la famille semble être le prunelard, à moins qu'une autre découverte ne vienne bouleverser cet ordre. 
Il existe aussi une souche pyrénéenne avec le tannat N ou le lauzet B. Elle possède les caractères ampélographiques des cotoïdes, mais aussi le lobe médian rappelant les cépages pyrénéens. La mention seulement à partir du XVIIIe siècle du tannat N dans les textes plaide pour une origine récente. L'hypothèse la plus probable reste celle d'un métissage entre un cotoïde et un cépage pyrénéen, le premier étant venu du Quercy par les chemins de Saint-Jacques-de-Compostelle. Il n'est pas sûr que le tannat N, aujourd'hui le plus cultivé de cette branche, soit le plus ancien. Il faudra peut-être attendre les résultats de tests génétiques ultérieurs pour en savoir plus.

## Caractères ampélographiques
- Bourgeonnement cotonneux blanc.

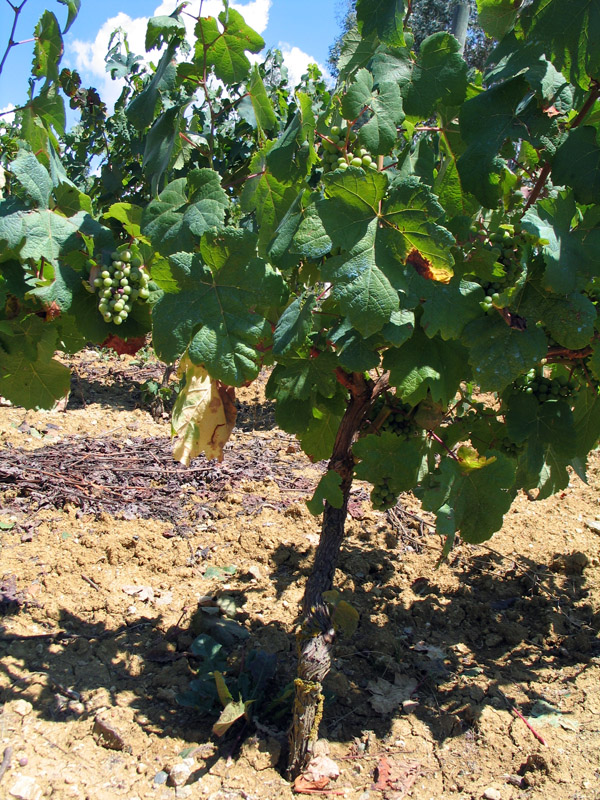
Cep de tannat N début août, avant véraison

- Jeunes feuilles vertes en forme de cœur, toujours tournées vers le bas.
- Feuilles adultes révolutées.
- Baies prenant leur taille définitive juste avant véraison.
- Les vins des cotoïdes rouges sont des vins rouges très colorés. (à l'origine du black wine importé par les Anglais depuis la Renaissance)

## Cépages de la famille
- Côt N, également appelé Malbec, cépage essentiel de  l'AOC Cahors.
- Lauzet B, le seul cépage blanc de cette famille. Cotoïde des Pyrénées.
- Manseng N, cotoïde des Pyrénées. À noter que les cépages gros manseng B et petit manseng B ne sont pas membres de cette famille.
- Mérille N
- Négrette N
- Prunelard N
- Tannat N, cotoïde des Pyrénées.
- Valdiguié N